# Майринк, Густав
Гу́став Майринк (нем. Gustav Meyrink, настоящее имя Гу́став Ме́йер; 19 января 1868, Вена, Австро-Венгрия — 4 декабря 1932, Штарнберг, Бавария, Германия) — австрийский писатель-экспрессионист, драматург, переводчик и банкир. Всемирную славу ему принёс роман «Голем», который стал одним из первых бестселлеров XX века. Майринк наряду с Кафкой и Перуцем сделал знаменитой пражскую литературную школу.

## Биография

### Детство
Густав Майринк был незаконнорождённым сыном государственного министра Карла Варнбюллера фон Хеммингена и актрисы Марии Вильгельмины Адельхайд Майер. Хуго Хупперт, автор статьи о писателе в Литературной энциклопедии 1929—1939 годов, писал, что Майринк родился «в еврейской буржуазной семье».
В 1919 году, когда Майринк уже стал известным писателем, Варнбюллеры предложили ему принять семейную фамилию, однако Густав вежливо отказался. Примечательно, что в тот же день, но на шестьдесят лет раньше родился другой автор-мистик, американец Эдгар Аллан По. Роль Майринка в австрийской литературе похожа на роль По в американской литературе.
Поскольку его мать была актрисой и много путешествовала с театром, детство и юность Майринка прошли в постоянных разъездах. Он учился в гимназиях — поочерёдно в Мюнхене, Гамбурге и Праге. Литературоведы и биографы Майринка считают, что мать писателя относилась к сыну довольно холодно, и мальчик в детстве был лишён материнского тепла. Некоторые полагают, что именно поэтому писателю так удавались позднее вампирические и демонические женские персонажи и довольно плоскими выходили положительные фигуры. В 1883 начался пражский период жизни и творчества писателя.

### Прага
В Праге Майринк учился в торговой академии, после окончания которой стал банкиром.
Майринк прожил в Праге двадцать лет и много раз изображал этот город в своих работах. Прага не только является фоном для произведений, но и героем в романах «Голем» и «Вальпургиева ночь», а также играет важную роль в самой важной части романа «Ангел западного окна»; её отчётливо видно за несколько абстрактной архитектурой в романе «Белый доминиканец». Там же, в Праге, с Майринком произошло событие, которое сыграло важную роль в его жизни. О нём он написал в автобиографическом рассказе «Лоцман», опубликованном уже посмертно. Это было в 1893 году, из-за любовной тоски он хотел покончить с собой, как он писал — «отправиться в путь через Стикс». Прощальное письмо матери уже было написано, но вдруг возле двери что-то зашуршало, и ему явился мужчина, которого он с тех пор называл «лоцманом в шапке-невидимке», и подсунул под дверь книгу под названием «О жизни после смерти». Майринк навсегда отложил револьвер в сторону и тут же решил больше никогда не верить в случайности. Мистическое совпадение во многом повлияло на всю его дальнейшую судьбу. После этого Майринк погрузился в изучение теософии, каббалы, мистических учений Востока. До самой своей смерти Майринк занимался йогой, которая помогала ему легче переживать сильную боль в позвоночнике. Результаты этих исследований проявляются в работах Майринка, в которых практически всегда присутствуют оккультные традиции. Однако следует отметить, Майринк оставался дилетантом в мистике. Гершом Шолем, эксперт в иудейской мистике, сказал, что работы Майринка основаны на поверхностных источниках и не имеют связи с настоящими традициями.
В 1889 году вместе с племянником поэта Кристиана Моргенштерна Майринк основал торговый банк под названием «Майер и Моргенштерн», который некоторое время функционировал довольно успешно. В 1892 году Майринк женился на Едвиге Марии Цертль — но довольно быстро разочаровался в этом браке и не разводился до 1905 года лишь из-за упорства супруги и некоторых юридических деталей. Занимаясь банкирской деятельностью не очень усердно, Майринк вёл в Праге великосветскую жизнь. Однажды молодой офицер резерва на людной улице отказался приветствовать жену Майринка. Майринк был вне себя и послал офицеру вызов на дуэль, который тот отклонил, сославшись на несоответствующее общественному положению происхождение Майринка. «Я не имею права принять вызов на дуэль», — заявил он. В действительности офицер испугался этой дуэли, потому что Майринк дрался на дуэлях охотно и часто, даже по пустякам.
В 1902 году на Майринка в пражскую полицию поступило клеветническое обвинение в использовании спиритизма и колдовства в банкирской деятельности. Он был взят под стражу и находился в тюрьме два с половиной месяца. Несмотря на конечную доказанность его невиновности, этот инцидент негативно сказался на всех его делах, и он вынужден был оставить своё предприятие. Опыт пребывания в заключении пригодился ему при написании романа «Голем».

## Творчество

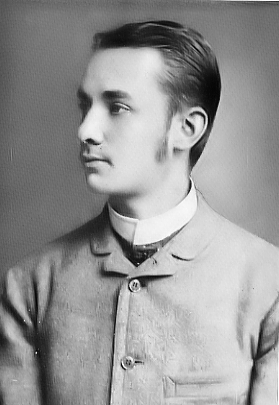
Густав Майринк

### Ранние работы (1899—1915)
С 1903 года Майринк начал публиковать короткие сатирические рассказы в журнале «Симплициссимус», подписываясь фамилией матери. Уже в них виден значительный интерес автора к мистицизму и восточным религиям. В это время Майринк тесно контактирует с пражской группой неоромантиков А. Кубиным, Р. Тешнером, Р. Леппином и О. Винером.
Весной 1903 года вышла в свет первая книга Майринка — «Горячий солдат и другие рассказы». Примерно в то же время он переехал в Вену. И практически сразу публикуется его новый сборник рассказов — «Орхидея. Странные истории». 8 мая 1905 года Майринк женился на Филомине Бернт, которую знал ещё с 1896 года. С новой женой они часто путешествуют по Европе. В Вене Майринк издаёт сатирический журнал «Der lieber Augustin», продолжая сотрудничать одновременно в «Симплициссимусе». 16 июля 1906 года у него родилась дочь Фелицитас Сибилла, а в 1908 году в Мюнхене — сын Харро Фортунат. В том же 1908 году вышел в свет третий сборник рассказов — «Восковые фигуры».
Новую семью Майринк не мог прокормить лишь своими рассказами, а потому ему пришлось стать переводчиком, и, надо признать, он оказался довольно плодовитым на этом поприще: за пять лет ему удалось перевести на немецкий пять томов Чарльза Диккенса. Он продолжал переводить до самой своей смерти, включая различные оккультные тексты и даже «Книгу мёртвых».
В 1911 году Майринк с семьёй переехал в маленький баварский городок Штарнберг, а в 1913 году в Мюнхене вышла его книга «Волшебный рог немецкого обывателя», в которой были собраны лучшие рассказы из первых трёх его сборников, а также несколько новых.

### «Голем» и последующая известность (1915—1920)
В 1915 году вышел в свет первый и самый известный роман Майринка, «Голем». Основа сюжета романа — легенда об иудейском раввине, который создал живое существо под названием Голем из глины и оживил его каббалистским заклятьем, лишь составляет повод для названия, так как в романе упоминается мельком, хотя и сам Голем проявляется как мимолётное действующее лицо (см. Голем). Роман имел мировой успех, было напечатано беспрецедентно большое число экземпляров (более 100 000). Роман нашёл отражение в кинематографе.
Успех дебютного романа обеспечил популярность последующим работам писателя. Через год публикуется новый роман — «Зелёный лик» (тираж — около 40 000), и сборник рассказов «Летучие мыши». А ещё через год — роман «Вальпургиева ночь».

### Позднее творчество и спад популярности (1920-30-е)
К 1920 году финансовые дела Майринка существенно поправились, и он смог купить виллу в Штарнберге. Вскоре виллу стали называть «Домом у последнего фонаря» по названию дома в «Големе». Здесь Майринк вместе со своей семьёй прожил следующие восемь лет и написал ещё два романа — «Белый доминиканец» (1921) и «Ангел западного окна» (1927). Оба произведения остались почти незамеченными современниками, интерес они вызвали только в середине века. Впоследствии, «Ангел западного окна» признавался некоторыми критиками как наиболее удачный роман после «Голема».
В 1927 году Майринк перешёл в буддизм.

## Смерть
Зимой 1932 года сын Майринка Харро, катаясь на лыжах, получил тяжёлую травму позвоночника, приковавшую его к инвалидному креслу на всю оставшуюся жизнь. Харро не смог смириться с этим и покончил с собой 12 июня 1932 года в возрасте 24 лет.
К моменту смерти сына уже несколько лет здоровье Майринка ухудшалось, вернулись диабет и проблемы с позвоночником. В итоге он пережил своего сына только на полгода. Официальной причиной его смерти, по словам жены, стала уремия. Он скончался 4 декабря 1932 года в баварском Штарнберге и был похоронен рядом с могилой сына на штарнбергском кладбище.

## Сочинения

### Романы
- «Голем» (Der Golem, 1914)
- «Зелёный лик» (Das grüne Gesicht, 1916)
- «Вальпургиева ночь» (Walpurgisnacht, 1917)
- «Белый доминиканец» (Der weiße Dominikaner, 1921)
- «Ангел западного окна» (Der Engel vom westlichen Fenster, 1927)

### Сборники рассказов
- «Горячий солдат» (Der heiße Soldat, 1903)
- «Орхидеи: Странные истории» (Orchideen. Sonderbare Geschichten, 1904)
- «Кабинет восковых фигур» (Wachsfigurenkabinett, 1907)
- «Волшебный рог немецкого обывателя» (Des deutschen Spießers Wunderhorn, 1909)
- «Лиловая смерть» и другие рассказы (Der violette Tod und andere Novellen, 1913)

## Воздействия на творчество
Фатима Риза-Задэ полагала, что в творчестве Майринка очень ярко проступало влияние Ф. М. Достоевского.
Ю. И. Архипов писал, что «одним из идейных источников „магических“ построений Майринка была философия Мартина Бубера».

## Произведения Майринка в России
В России первые переводы произведении Майринка вышли в 1920—1921 годах. Как и другие писатели-экспрессионисты, Майринк был негласно запрещён в СССР, хотя и публиковался до 1924 года.
Начиная с 1989 года, в различных изданиях публикуются сначала «нейтральные» рассказы писателя (поучительные сказки «Читракарна — благородный верблюд», «История льва Алоиса»), а затем и более типичная для Майринка мистическая проза. Были изданы его романы «Голем» (в том числе издание с «классическими» иллюстрациями Хьюго Штайнера) и «Вальпургиева ночь», а также несколько рассказов.
На сегодняшний день на русский язык переведена большая часть произведений автора.